# Grotte de la Valette
Grotte de la Valette este o arie protejată (sit de importanță comunitară — SCI) din Franța întinsă pe o suprafață de 115 ha, integral pe uscat.

## Localizare
Centrul sitului Grotte de la Valette este situat la coordonatele 43°00′23″N 2°18′02″E / 43.00639°N 2.30056°E.

## Înființare
Situl Grotte de la Valette a fost declarat arie specială de conservare în baza directivei 92/43 din 1992 referitoare la conservarea habitatelor naturale și a faunei și florei sălbatice pentru a proteja 8 specii de animale.

## Biodiversitate
Situată în ecoregiunea mediteraneană, aria protejată conține 1 habitat natural: Peșteri inaccesibile publicului.
La baza desemnării sitului se află mai multe specii protejate de  mamifere (8): liliac cu aripi lungi (Miniopterus schreibersii), liliac cu urechi mari (Myotis bechsteinii), liliac cu urechi de șoarece (Myotis blythii), liliac cărămiziu (Myotis emarginatus), liliac comun (Myotis myotis), liliacul mediteranean cu potcoavă (Rhinolophus euryale), liliacul mare cu potcoavă (Rhinolophus ferrumequinum), liliacul mic cu potcoavă (Rhinolophus hipposideros).